# Pierre Montet

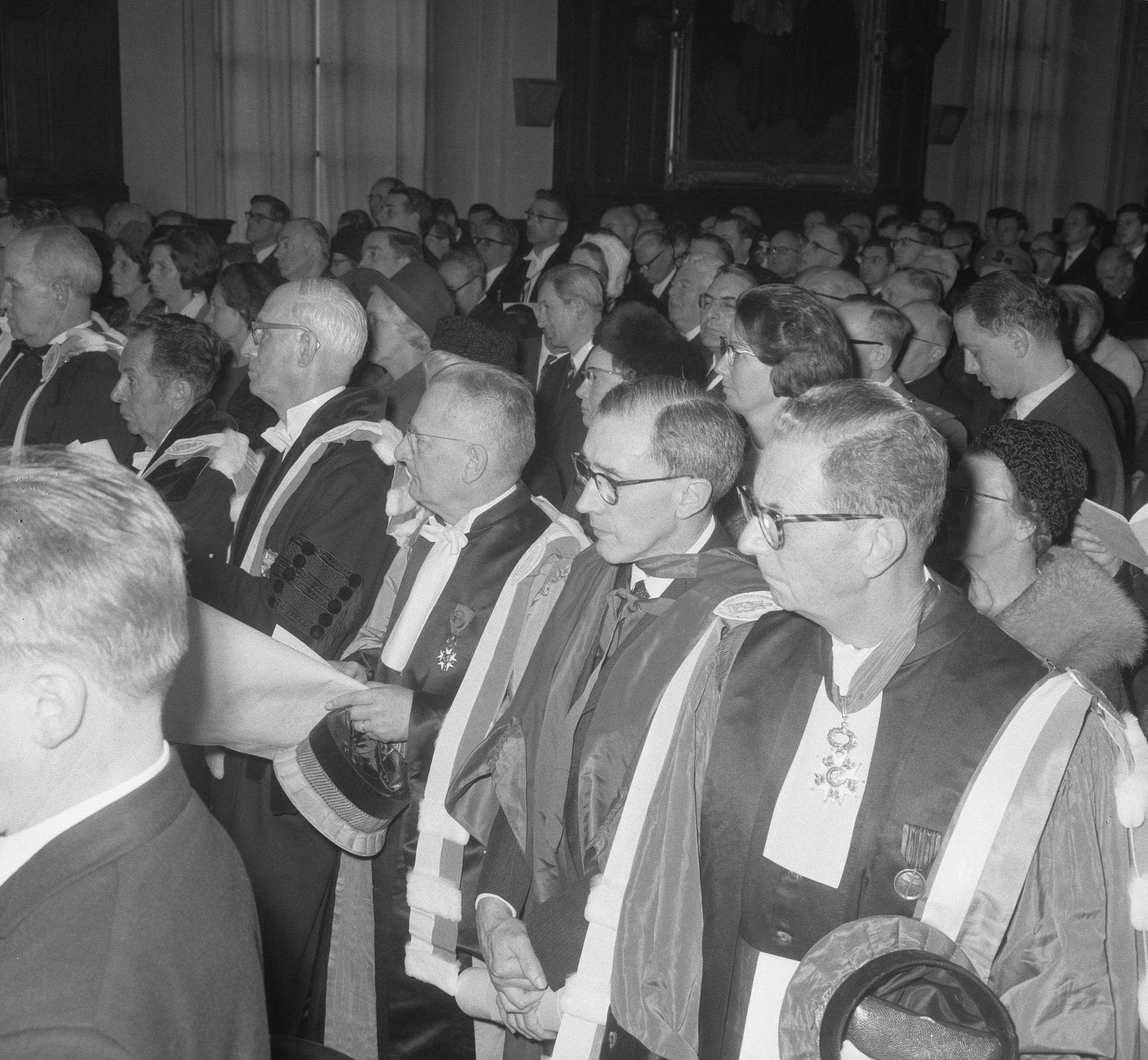
Pierre Montet (rechts)

Jean Pierre Marie Montet (* 27. Juni 1885 in Villefranche-sur-Saône; † 18. Juni 1966 in Paris) war ein französischer Ägyptologe.

## Leben
Pierre Montet studierte ab 1905 Ägyptologie bei Victor Loret an der Universität Lyon. 1910 kam er als Stipendiat des Institut français d’archéologie orientale nach Ägypten. Dort nahm er an Grabungen in Abu Roasch, Assiut und Beni Hassan teil. Zusammen mit dem Geologen Jules Barthoux (Jules Couyat-Barthoux; 1881–1965) unternahm er anschließend eine Expedition ins Wadi Hammamat, wo er zahlreiche Felsinschriften aufnahm. Die Ergebnisse der Expedition wurden 1912 veröffentlicht.
Mit Beginn des Ersten Weltkriegs wurde Montet zum Militärdienst eingezogen. Er war während dieser Zeit hauptsächlich im Vorderen Orient stationiert. Nach Kriegsende wurde er 1919 zum Professor für Ägyptologie an der Universität Straßburg ernannt. Zwischen 1920 und 1924 leitete er Ausgrabungen in der phönizischen Hafenstadt Byblos – seit dem Alten Reich ein wichtiger Handelspartner Ägyptens. Dort entdeckte er einige Königsgräber sowie einige unberührte Gräber aus der Zeit des Mittleren Reiches, die reiche Beigaben (vor allem ägyptische Objekte) enthielten. Unter den Funden befand sich auch der berühmte Ahiram-Sarkophag, der die bis dahin älteste bekannte alphabetische Inschrift trug.
Im Jahr 1928 begann er mit umfangreichen Grabungen in Tanis im Nildelta, die sich bis 1956 hinzogen. Dabei fand er am 27. Februar 1939 das ausgeraubte Grab von Osorkon II. Im weiteren Verlauf der Grabungssaison legte er 1939 sowie im darauffolgenden Jahr das Grab von Psusennes I. (einem König der 21. Dynastie) frei, in dem sich auch die Sarkophage der Pharaonen Scheschonq II. und Amenemope aus der 22. Dynastie befanden. Die Grabanlage war vor Räubern verschont geblieben und enthielt Schätze, die denen aus dem Grab des Tutanchamun (KV62) im Tal der Könige in nichts nachstanden. Der während der Ausgrabungszeit ausgebrochene Zweite Weltkrieg verhinderte, dass dieser Fund den gleichen öffentlichen Bekanntheitsgrad erlangte. So musste Montet im Mai 1940 die Grabungen unterbrechen und konnte sie erst im April 1945 wieder aufnehmen. Fälschlicherweise identifizierte er dabei Tanis mit der antiken Hauptstadt von Ramses II., Pi-Ramesse.
Im Jahr 1948 wurde er zum Professor am Collège de France ernannt und 1953 in die Académie des inscriptions et belles-lettres aufgenommen, deren Präsident er 1963 war. Im selben Jahr war er Präsident des Institut de France. Die Académie royale des Sciences, des Lettres et des Beaux-Arts de Belgique nahm im Dezember 1963 als assoziiertes Mitglied auf.

## Schriften (Auswahl)
- mit Jules Couyat: Les inscriptions hiéroglyphiques et hiératiques du Ouâdi Hammâmât. Kairo 1912 (Digitalisat).
- Les scènes de la vie privée dans les tombeaux égyptienes de l'ancien empire. Straßburg 1925 (Dissertation; Digitalisat).
- Byblos et l'Égypte: quatre campagnes de fouilles à Gebeil; 1921, 1922, 1923, 1924. Paris 1928 (Digitalisat Textband; Tafelband).
- Les nouvelles fouilles de Tanis (1929-1932). 1933.
- Les reliques de l'art syrien dans l'Égypte du nouvel empire. 1937.
- Le Tombeau de Ti. 1937.
- Tanis. Douze années de fouilles dans une capitale oubliée du delta égyptien. 1942.
- La vie quotidienne en Égypte au temps des Ramsès. XIIIe-XIIe siècles avant J.-C. 1946 (La vie quotidienne).
 Deutsche Ausgabe: So lebten die Ägypter vor 3000 Jahren. Deutsche Verlags-Anstalt, Stuttgart 1960.
 Neuausgabe: Ägypten. Leben und Kultur in der Ramses-Zeit. Reclam, Stuttgart 1978.
- La Nécropole royale de Tanis.
  - Band 1: Les Constructions et le tombeau d'Osorkon II à Tanis. Paris 1947.
  - Band 2 Les Constructions et le tombeau de Psousennès à Tanis. Paris 1951 (Digitalisat).
  - Band 3: Les Constructions et le tombeau de Chéchang III à Tanis. Paris 1960.
- Géographie de l'Egypte ancienne.
  - 1re partie. To-Mehou: la Basse Egypte. 1957 (Volltext als PDF; 11,2 MB).
  - 2e partie. To-chemâ: la Haute Egypte. 1961 (Volltext als PDF; 11,0 MB).
- L'Égypte et la Bible. 1959.
 Deutsche Ausgabe: Das Alte Ägypten und die Bibel. EVZ-Verlag, Zürich 1960.
- L’Egypte éternelle. 1970?.  
 Deutsche Ausgabe: Das Alte Ägypten (= Kindlers Kulturgeschichte). Kindler, Zürich 1964.
- Lives of the Pharaohs. 1968. 
 Deutsche Ausgabe: Das Leben der Pharaonen. Propyläen-Verlag, Frankfurt / Berlin / Wien 1970. 
 Französische Ausgabe: Vies des pharaons illustres. erst 1984 erschienen.